# Williamsfield, Illinois
Williamsfield là một làng thuộc quận Knox, tiểu bang Illinois, Hoa Kỳ. Năm 2010, dân số của làng này là 578 người.

## Dân số
Dân số qua các năm:
- Năm 2000: 620 người.
- Năm 2010: 578 người.